# Ривера Каррера, Норберто
Норберто Ривера Каррера (исп. Norberto Rivera Carrera; род. 6 июня 1942, Пурисима, Мексика) — мексиканский кардинал. Епископ Теуакана с 5 ноября 1985 по 13 июня 1995. Архиепископ Мехико и примас Мексики с 13 июня 1995 по 7 декабря 2017. Кардинал-священник с титулом церкви Сан-Франческо-д’Ассизи-а-Рипа-Гранде с 21 февраля 1998.

## Биография
Норберто Ривера Каррера родился в небольшом мексиканском городе Пурисима, в семье Рамона Чайдез и Соледад Каррера. Его отец эмигрировал в США и работал там для поддержки семьи. 
В 1955 году Ривера поступил в семинарию в городе Виктория-де-Дуранго.
В ноябре 1985 года Ривера становится епископом. 
В 2013 году он участвовал в избрании папы римского Франциска.